# Бобир Діодор Миколайович
Діодо́р Микола́йович Боби́р (нар. 5 (18) червня 1907, Архангельськ — 23 січня 1980, Київ) — український письменник і перекладач.

## Життєпис
Навчався 1925—1929 в Київському інституті народної освіти. Учасник Другої Світової війни.
Перекладав твори О. Пушкіна, М. Лермонтова, О. Грибоєдова, В. Вересаєва, П. Бажова, Л. Толстого, А. Чехова, Г. Гейне, Б. Нушича, В. Тендрякова, О. Прокоф'єва, В. Солоухіна, О. Вампілова тощо.
В перекладах Бобира вийшли повість «Мій Дагестан» (1978), збірка «Сонети» (1979) Расула Гамзатова (премія ім. М. Т. Рильського, 1980), роман «Вічний поклик» А. Іванова (1974) та інші.
Автор віршів, статей і рецензій з питань теорії і практики перекладу, мови перекладу.
Написав новий текст лібретто опер «Катерина» (1963, за однойменною поемою Т. Г. Шевченка, музика М. Аркаса), «На русалчин великдень» (музика М. Леонтовича і М. Скорика; постановка 1977 Київського театра опери та балету ім. Т. Г. Шевченка під назвою «Русалчині луки»), переклав українською лібрето опери «Алеко» С. Рахманінова, "Манон" Ж. Массне.

## Твори
- Люблю і вірю. К., 1983.